# Himation

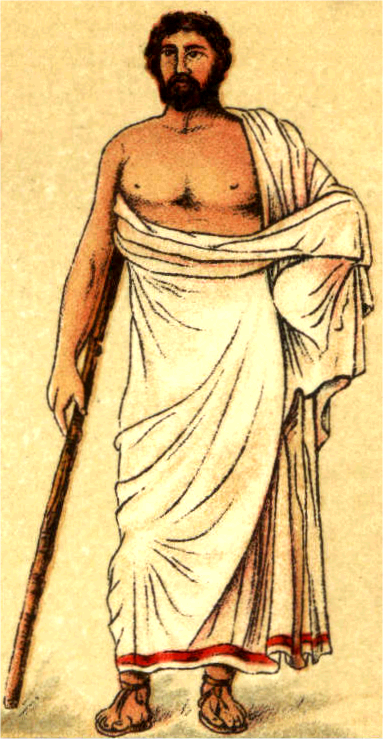

Himation (stgr. ἱμάτιον himátion) – wierzchnie okrycie mężczyzn i kobiet w starożytnej Grecji, będące prostą sztuką materiału ułożoną w fałdy. 
Pierwotnie oznaczający w ogóle szatę bądź okrycie, stanowił narzutkę (περίβλημα) na spodnią odzież. Był to prostokątny płat grubszej tkaniny, zwykle wełnianej (także z lnu), którym spowijano się jak szeroką płachtą; wszedł w użycie pod koniec VI wieku p.n.e. Zazwyczaj nakładano go na chiton i starannie drapowano w fałdy; często był barwny albo zdobiony barwnym lamowaniem. Tkany z najlepszej materii, stanowił obowiązkową część stroju pana młodego podczas zaślubin i wesela (gamos). 
Wkładano go poprzez owinięcie w dowolny sposób – najczęściej zarzucając przez plecy na lewe ramię, przesuwając pod prawym i ponownie zarzucając prawy skraj szaty do tyłu na ramię lewe. Liczne posągi (m.in. Sofoklesa, Ajschinesa, Demostenesa) wskazują, że istniały różne indywidualne warianty tego układu, który pozostawiał swobodną prawą rękę i często odkryty tors.  Kobiety nosiły go również na peplosach, niekiedy częściowo zarzucając jak kaptur na głowę. Mężczyźni w okresie klasycznym często nosili go bez chitonu (jako tzw. achiton) – jedynie z przepaską biodrową albo wprost na gołe ciało, wzorem filozofów bądź ubogich, dla których stanowił jedyny dobytek, a nocą służył za przykrycie. Na obszarze greckojęzycznym przetrwał aż do końca starożytności. 
Nierzadko dopełnieniem stroju złożonego z chitonu i himationu była długa laska z zakończeniem, którą podpierano się tak, by w postawie swobodnej utrzymać pod pachą fałdę himationu. 
Himation przedstawiany bywa również jako ubiór Chrystusa na obrazach o tematyce religijnej.